# Spiegelrei
De Spiegelrei is een waterloop en een straat in het centrum van Brugge. De rei loopt van het Jan van Eyckplein tot aan de Langerei. De gelijknamige straat ligt op de noordelijke oever van de rei en loopt van het Jan van Eyckplein tot aan de Carmersbrug. Op de zuidelijke oever ligt de straat Spinolarei. Onder het Jan van Eyckplein loopt het water door als de thans overwelfde Kraanrei. De Spiegelrei maakt deel uit van de loop van de oorspronkelijke rivier de Reie.
De naam "Spiegelrei" zou komen van een speghele, wat in de toponymie een langwerpig water is. Het is mogelijk genoemd naar het huis "De Grote Speghele". De naam verwijst ook naar de aanwezigheid van diverse spiegelmakers.
Oorspronkelijk was de Spiegelrei voorzien van drie bruggen: de zogenaamde Nieuwjaarsbrug of Sint-Jansbrug, de Koningsbrug en de Carmersbrug. De eerste, die in het verlengde van de Wijnzakstraat lag, verdween echter in 1787 door de overwelving van de Kraanrei en de aanleg van het Jan van Eyckplein (toen de Academieplaats).
De omgeving van de Spiegelrei was een belangrijke middeleeuwse handelswijk met havenvoorzieningen. Vanaf 1134 was Brugge bereikbaar via de Oude Rei/Oud Zwin of Reie/Zwin, de Langerei en de Spiegelrei. Aanvankelijk beperkten de handelsactiviteiten zich tot de omgeving van de Langerei. Rond het einde van de 12e eeuw verlegde het zwaartepunt zich naar de as Spiegelrei-Kraanrei, de uitgelezen plaats om heel vroeg al koopmanshuizen op te trekken, in de onmiddellijke omgeving van de haven en het Tolhuis.
Vanaf de 16e en 17e eeuw verminderden de scheepvaart en de havenactiviteiten rond de Spiegelrei en Kraanrei. Dit kwam onder meer door de verplaatsing van de handel naar Antwerpen, alsook door het graven van de Handelskom en de Coupure in Brugge zelf. Echter, nog tot het begin van de 20e eeuw legden regelmatig binnenschepen aan op de Spiegelrei. De Koningsbrug was tot dan zelfs een draaibrug.

## Literatuur

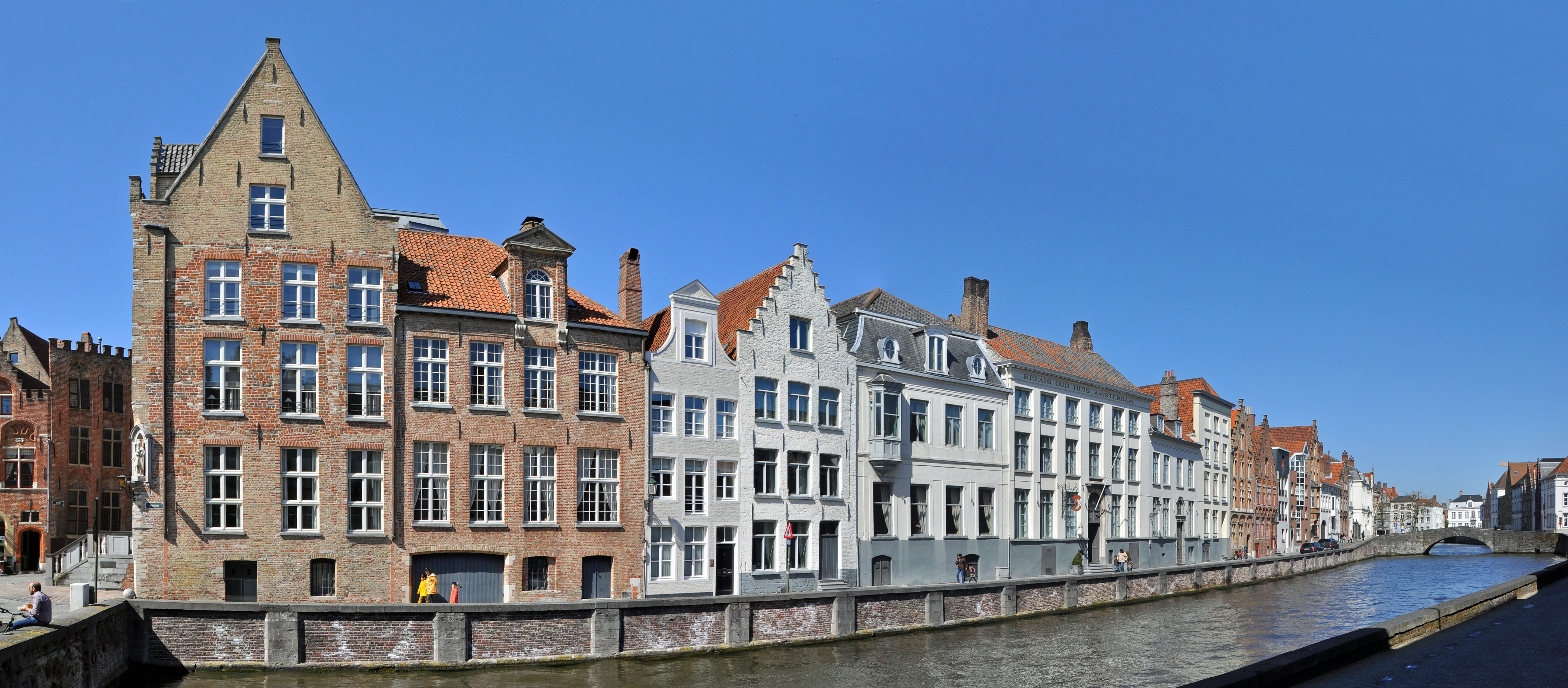
Spiegelrei
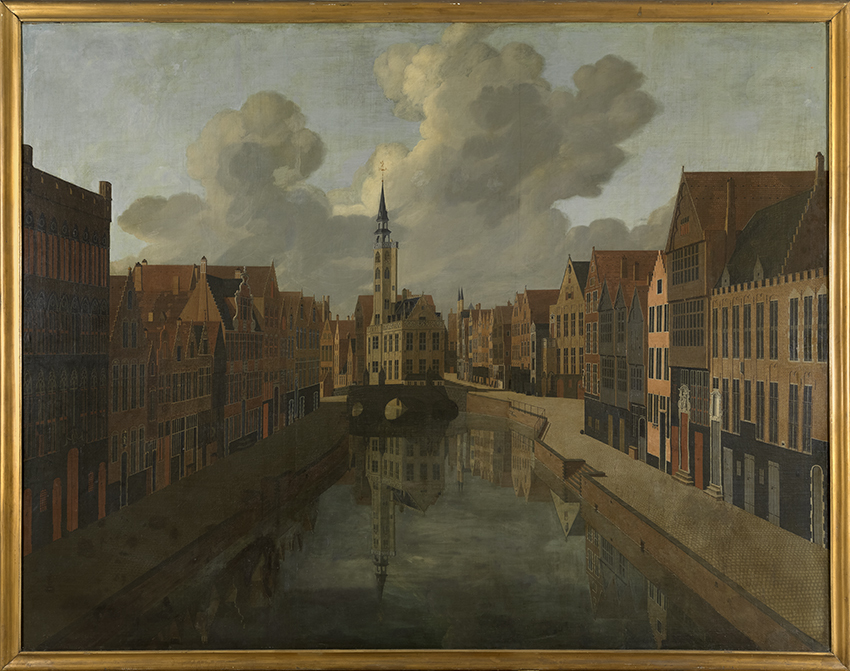
De Spiegelrei, schilderij door Pieter Ledoulx, 1747 (Groeningemuseum).

## Bekende bewoners
- Charles Carton
- Maarten Lem
- Karel van Sint-Omaars